# Anne-Sophie Pellissier
Anne-Sophie Pellissier, née le 4 janvier 1987, est une snowboardeuse française, spécialiste du half-pipe.

## Carrière
Elle commence la compétition à haut niveau en 2000, puis débute en Coupe du monde en janvier 2006 à Leysin. Deux ans plus tard, la snowboardeuse signe son unique podium et victoire en Coupe du monde en gagnant à Bardonnèche.

## Palmarès

### Championnats du monde
- 2013 à La Molina,  Espagne : 9e
- 2009 à Gangwon,  Corée du Sud : 18e
- 2007 à Arosa,  Suisse : 25e

### Coupe du monde
- Meilleur classement en half-pipe : 5e en 2011
- 1 podium dont 1 victoire.

### Championnat de France
- Médaille d'or du half-pipe en 2006
- Médaille d'or du half-pipe en 2007
- Médaille de bronze du half-pipe en 2011